# Esther Bendahan

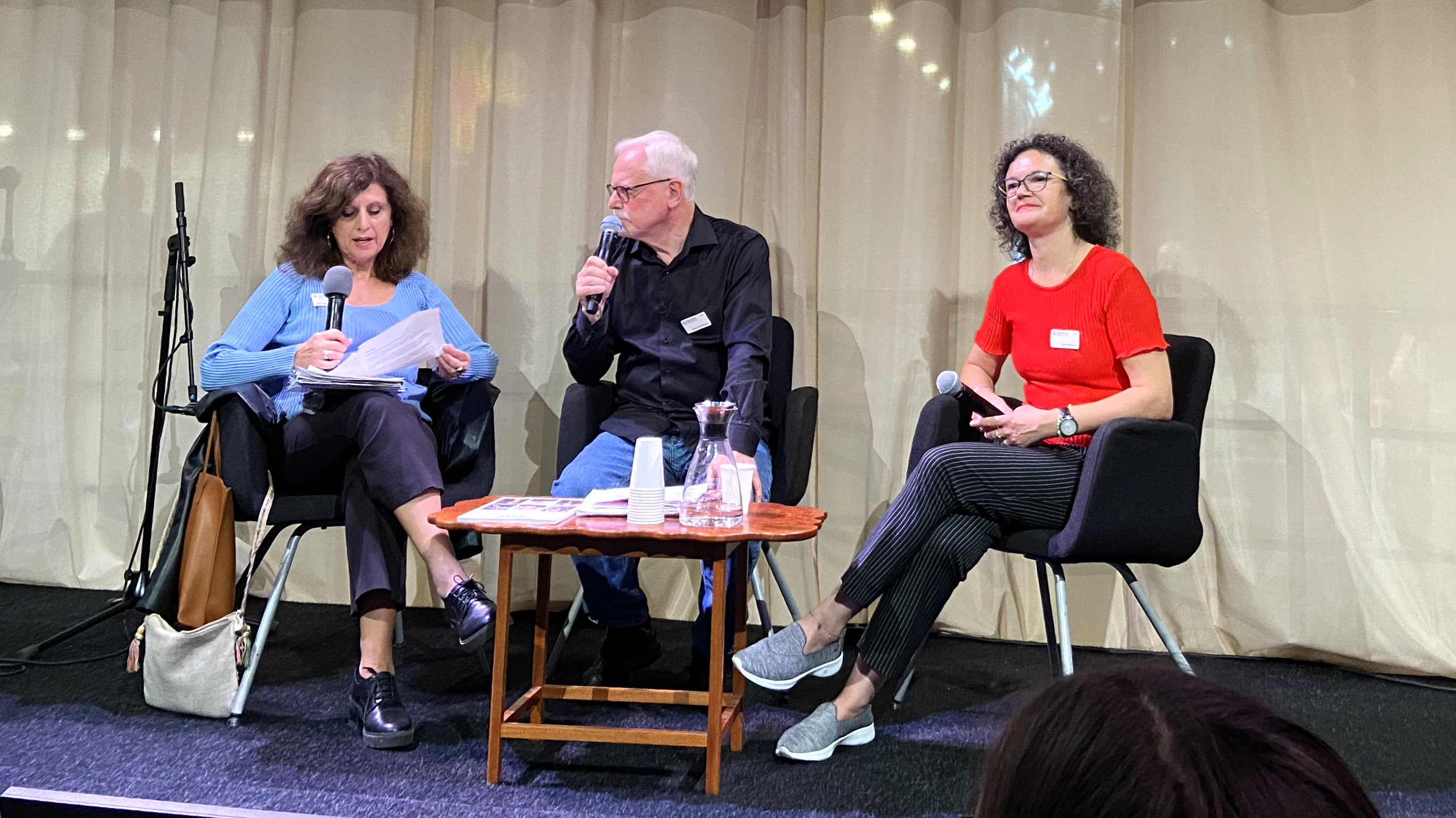
Esther Bendahan (links) mit Anders Hammarlund und Felicia Waldman bei der Göteborger Buchmesse 2023

Esther Bendahan Cohen (* 1964 in Tétouan) ist eine spanische Autorin.
Sie stammt aus einer sephardischen Familie. Sie studierte französische Literatur und Psychologie in Madrid. Sie ist Vorsteherin des Fernsehprogramms „Shalom“ (RTVE) und Veranstalterin von Casa Sefarad-Israel.

## Werke
- Soñar con Hispania (mit Ester Benari), Ediciones Tantín, 2002
- La sombra y el mar, Morales del Coso, 2003
- Deshojando alcachofas, Seix Barral, 2005
- Déjalo, ya volveremos, Seix Barral, 2006.
- La cara de Marte, Algaida, 2007.
- El secreto de la reina persa, La Esfera de los Libros, 2009
- Pene, 2011.
- Tratado del alma gemela, 2012.

## Ehrungen/Preis
- Premio Tigre Juan, 2006 mit La cara de Marte
- XXII Premio Torrente Ballester, 2012 mit Tratado del alma gemela

## Übersetzung
- Au nom de l'Autre: Réflexions sur l'antisémitisme qui vient , Alain Finkielkraut, Seix Barral, 2005 (mit Adolfo García Ortega).